# Mamba Sano
Mamba Sano, né le 1er juillet 1903 à Kissidougou et mort le 4 juillet 1985 à Conakry, est un instituteur, directeur d'école et homme politique guinéen de nationalité française.

## Biographie

### Famille
Son père est un ancien garde dans l’administration coloniale.

### Formation
Il effectue sa scolarité primaire à Faranah et obtient son certificat d’études en 1916. Il poursuit sa scolarité à l’Ecole Primaire Supérieure de Conakry où il eut comme professeur Yacine Diallo. Il est ensuite admis à l’école normale de Ponty (1918-1921).

### Carrière dans l'enseignement
En 1922, en tant qu'instituteur du cadre commun supérieur de l’Afrique Occidentale Française (AOF), il rédige une "réponse à Batouala" de René Maran dans laquelle il met en doute la véracité des scènes rapportées par l'auteur. Il s'indigne des clichés véhiculés par le roman et, surtout, conteste l'idée que la civilisation apportée par les Européens soit un fléau pour l'Afrique. Au contraire, soutient-il, c'est un progrès et un bienfait dont se réjouiraient nombre d'Africains qu'il a pu côtoyer,.
En 1931, il devient directeur d’école.

### Engagement politique

#### Sous l'Union française
Il est membre de l’Union Forestière et conseiller général de la préfecture de Beyla de 1946 à 1952.
Du 10 novembre 1946 au 4 juillet 1951, il siège à l'assemblée nationale française comme député de l'Union républicaine et résistante.
En mai 1947, il participe à la création du Parti Démocratique de Guinée (PDG), la section guinéenne du Rassemblement Démocratique Africain (RDA). Le 27 septembre 1948, paraît le premier numéro du bi-hebdomadaire du Parti, Le Phare de Guinée, dont il est le directeur politique. Comme il quitte le PDG en octobre 1948 et en est formellement exclu le 19 novembre suivant pour avoir facilité l’élection de Raphael Saller aux dépens du sénateur sortant appartenant au RDA, Madeira Keita le remplace.
Le 28 juin 1949, il participe à la création du Comité de l’Entente Guinéenne.
Le 17 juin 1951, au sein du parti Indépendants d'outre-mer, il remporte les élections législatives contre la liste de Sékou Touré par 47,652 contre 31,071 voix exprimées.
En 1954, avec des anciens membres de l’Union forestière et de l’Union du Mandé, il participe à la création du Bloc Africain de Guinée (BAG), lequel fusionne en avril 1958 avec la Démocratie Socialiste de Guinée et la section guinéenne de la Convention Africaine pour former la section guinéenne du Parti du Regroupement Africain (PRA).
En 1956, il est battu aux élections législatives.

#### Après l'indépendance
Après l'indépendance de la Guinée proclamée par Sékou Touré, il se retire de la vie politique.
Début 1963, il publie dans la revue Recherches africaines un article sur Alpha Yaya, "l'indomptable [qui] incarna l’âme de la résistance nationale à Labé jusqu’en 1910", et la genèse de l'hymne national de la République de Guinée.

En octobre 1963, il accorde une interview à la Revue de l'éducation nationale dans laquelle il déclare :
L'élément catalyseur de notre système scolaire, celui qui en est désormais le moteur et l'épine dorsale, est certainement la mystique de réhabilitation de l'Afrique pour la régénération et épanouissement de toutes nos valeurs enfin retrouvées, décapées et rendues à leurs sources d'inspiration et de jaillissement natives.
Avant sa mort, il donne à Ibrahima Baba Kaké la raison de son départ du RDA : "J'avais compris que le mouvement était noyauté par les communistes",.

### Publications
- "Folklore malinké: L’hyène et l’âne", BEAOF, n°50, 1922, p.83-84
- "Réponse à Batouala (soi disant) véritable roman nègre", Revue des primaires, 1922.
- "Folklore malinké: Une ruse du lièvre", BEAOF, n°59, 1924, p.76
- "Revalorisation de la fonction enseignante", Réveil, 8 mars 1948.
- "De la mélodie populaire 'Alpha Yaya Diallo' à l’hymne 'Liberté'", Recherches africaines n°2-3, avril-sept.1963.